# Anton Kudaschew
Anton Kudaschew (kirgisisch Антон Кудашев; * 21. Oktober 1993) ist ein kirgisischer Eishockeyspieler, der seit 2021 für die Mannschaft der kirgisischen Staatsbahn Kyrgys Temir Dscholu in der kirgisischen Eishockeyliga spielt.

## Karriere
Anton Kudaschew begann seine Karriere bei Ala-Too Dordoi aus der Stadt Naryn in der kirgisischen Eishockeyliga. 2017, 2818 und 2020 wurde er mit Dordoi Kirgisischer Meister. Seit 2021 spielt er für den Ligakonkurrenten Kyrgys Temir Dscholu, die Mannschaft der kirgisischen Staatsbahn aus der Hauptstadt Bischkek.

### International
Für die Kirgisische Nationalmannschaft nahm Kudaschew erstmals an den Winter-Asienspielen 2017 in Sapporo, wo das Finale der Division II erreicht, aber gegen Turkmenistan verloren wurde, teil.
Außerdem nahm Kudaschew an der Qualifikation zur Weltmeisterschaft der Division III 2019, der Weltmeisterschaft der Division IV 2022 und den Weltmeisterschaften der Division III 2023 und 2024 teil. Dabei gelang sowohl 2022 als auch 2023 der Aufstieg in die jeweils höhere Leistungsstufe. Zudem vertrat er seine Farben bei der Olympiaqualifikation für die Winterspiele in Peking 2022.

## Erfolge und Auszeichnungen
- 2017 Kirgisischer Meister mit Ala-Too Dordoi
- 2018 Kirgisischer Meister mit Ala-Too Dordoi
- 2020 Kirgisischer Meister mit Ala-Too Dordoi

### International
- 2022 Aufstieg in die Division III, Gruppe B, bei der Weltmeisterschaft der Division IV
- 2023 Aufstieg in die Division III, Gruppe A, bei der Weltmeisterschaft der Division III, Gruppe B